# 狗髀洲
狗髀洲，或稱狗脾洲（英語：Kau Pei Chau），是香港的一個島嶼，位於香港島東南部鶴咀半島以南，地區行政上屬於南區的赤柱及石澳選區（D17）。
狗髀洲本名珓杯洲，因為該島的形狀像古時占卜用的珓杯。因以前村民認字不多才誤傳誤寫為發音相近的「狗髀」。
狗髀洲上並沒有居民。